# Municipio Charagua
Das Municipio Charagua ist ein Verwaltungsbezirk im Departamento Santa Cruz im südamerikanischen Anden-Staat Bolivien. Charagua ist bekannt für seine Käseproduktion, die von einer Mennoniten-Kolonie betrieben wird.

## Lage im Nahraum
Das Municipio Charagua ist eines von sieben Municipios der Provinz Cordillera und umfasst die zentralen und östlichen Bereiche der Provinz. Es grenzt im Nordwesten an das Municipio Cabezas, im Westen an das Municipio Gutiérrez, im Südwesten an das Municipio Camiri und das Municipio Boyuibe, im Süden an das Departamento Chuquisaca, im Südosten an die Republik Paraguay, im Osten an die Provinz Germán Busch und im Norden an die Provinz Chiquitos.
Das Municipio erstreckt sich zwischen etwa 17° 36' und 20° 28' südlicher Breite und 58° 00' und 63° 26' westlicher Länge, es hat eine Größe vergleichbar der Republik Österreich, seine Ausdehnung von Westen nach Osten beträgt bis zu 625 Kilometer und von Norden nach Süden bis zu 350 Kilometer.
Das Municipio umfasst 240 Gemeinden (localidades), der zentrale Ort des Municipios ist die Stadt Charagua mit 3496 Einwohnern (Volkszählung 2012) am westlichen Rand des Municipios.

## Geographie
Das Municipio Charagua liegt im bolivianischen Tiefland östlich der Vorgebirgsketten der südlichen Cordillera Central und ist Teil der Region Gran Chaco. Das Klima ist subtropisch und semihumid, die Temperaturen schwanken im Tagesverlauf und im Jahresverlauf nur begrenzt. Das Municipio wird von Südwesten nach Südosten vom Río Parapetí durchflossen, der in dem Feuchtgebiet der Bañados de Izozog versickert.
Die Jahresdurchschnittstemperatur in dem Municipio beträgt 22 °C, mit monatlichen Durchschnittstemperaturen zwischen 17 °C im Juni und Juli und 25 °C von November bis Januar (siehe Klimadiagramm). Der Jahresniederschlag beträgt etwa 700 mm, der Trockenzeit von Mai bis Oktober steht eine ausgeprägte Feuchtezeit von Dezember bis März gegenüber, in der die durchschnittlichen Monatswerte 130 bis 140 mm erreichen können.

## Territorio indígena originario campesino
Seit 2010 versuchten Vertreter der Ethnie, ein Autonomes Statut auszuarbeiten, um ein Gebiet in Selbstverwaltung (territorio indígena originario campesino) zu schaffen: Autonomía Indígena Charagua Iyambae. Am 20. September 2015 wurde dessen Schaffung in einem Referendum mit 53,25 % der Stimmen zugestimmt, womit auf dem Gebiet des Municipios Charagua das erste autonome indigenen Gebiet Boliviens geschaffen wurde. Es umfasst 74.424 km² und damit etwa 86 % des Municipios Charagua.
Das Statut sieht drei Organe vor: ein kollektives Entscheidungsgremium (Ñemboati), ein gesetzgebendes Organ (Mborakuai Simbika Iyapoa Reta) und ein ausführendes Organ (Tëtarembiokuai Reta Imborika). Am 8. Januar 2017 wurde die Autonomie als gültig erklärt.

## Bevölkerung
Die Einwohnerzahl des Municipios ist zwischen 1992 und 2024 auf mehr als das Doppelte angestiegen:
| Jahr | Einwohner | Quelle       |
| ---- | --------- | ------------ |
| 1992 | 18.769    | Volkszählung |
| 2001 | 24.427    | Volkszählung |
| 2012 | 32.164    | Volkszählung |
| 2024 | 39.262    | Volkszählung |

Die Bevölkerungsdichte des dünn besiedelten Municipios betrug 0,55 Einwohner/km² bei der letzten Volkszählung von 2024, der Alphabetisierungsgrad bei den über 15-Jährigen war von 79,8 Prozent (1992) auf 89,1 Prozent (2001) angestiegen. Die Lebenserwartung der Neugeborenen im Jahr 2001 betrug 61,9 Jahre, die Säuglingssterblichkeit war von 8,6 Prozent (1992) auf 7,2 Prozent im Jahr 2001 zurückgegangen.
72,3 Prozent der Bevölkerung sprechen Spanisch, 48,8 Prozent sprechen Guaraní, 2,2 Prozent Quechua, 0,5 Prozent Aymara und 14,6 Prozent ausländische Muttersprachen. (2001). Der hohe ausländische Anteil geht vor allem auf die Mennoniten-Kolonie Pinondi zurück, die in Charagua Landwirtschaft betreibt und Käse produziert. Sie haben sich ihren niederdeutschen Dialekt bewahrt und leben weitgehend autonom. Viele von ihnen sprechen kein Spanisch, vor allem Frauen.
75,9 Prozent der Bevölkerung haben keinen Zugang zu Elektrizität, 40,7 Prozent leben ohne sanitäre Einrichtung (2001).
52,5 Prozent der 4062 Haushalte besitzen ein Radio, 15,2 Prozent einen Fernseher, 34,0 Prozent ein Fahrrad, 2,2 Prozent ein Motorrad, 5,4 Prozent ein Auto, 23,5 Prozent einen Kühlschrank, und 1,8 Prozent ein Telefon. (2001)

## Politik
Ergebnis der Regionalwahlen (concejales del municipio) vom 4. April 2010:
| Wahlberechtigte |  | Stimmen | gültig |  | VERDES | MAS-IPSP | APG-CH-N |
| --------------- |  | ------- | ------ |  | ------ | -------- | -------- |
| 8.243           |  | 7.250   | 5.658  |  | 2.298  | 1.887    | 1.473    |
|                 |  | 88,0 %  | 78,0 % |  | 40,6 % | 33,4 %   | 26,0 %   |

Ergebnis der Regionalwahlen (elecciones de autoridades políticas) vom 7. März 2021:
| Wahl- berechtigte |  | Wahl- beteiligung | gültige Stimmen |  | MAS-IPSP | CREEMOS | ASIP   | UNIDOS | SOL    | MNR    |
| ----------------- |  | ----------------- | --------------- |  | -------- | ------- | ------ | ------ | ------ | ------ |
| 13.376            |  | 11.152            | 9.615           |  | 5.487    | 3.242   | 534    | 151    | 125    | 76     |
|                   |  | 83,37 %           | 86,22 %         |  | 57,07 %  | 33,72 % | 5,55 % | 1,57 % | 1,30 % | 0,79 % |

Im Januar 2017 ist in Charagua die erste autonome indigene Regierung Boliviens eingesetzt worden, laut Vizepräsident Álvaro García Linera „die erste ihrer Art auf der ganzen Welt“.
Sie setzt sich zusammen aus der legislativen und der exekutiven Gewalt, und aus einem Mechanismus der kollektiven Entscheidung (Ñemboati Reta), der als soziale Kontrolle dienen soll. Die Amtsinhaber werden alle drei bis fünf Jahre durch verschiedene Konsultationen, Versammlungen und auf Basis der Praktiken und Gewohnheiten der Guaraní gewählt.
Finanziert wird die neue Regierungsform durch Abgaben der Guaraní in der Region, durch Gelder des Instituts für menschliche Entwicklung (IDH) und staatliche Förderprogramme.

## Gliederung
Das Municipio Charagua untergliederte sich bei der letzten Volkszählung von 2012 in die folgenden vier Kantone (cantones):
- 07-0702-01 Kanton Charagua – 158 Gemeinden – 20.833 Einwohner (2001: 7.009 Einwohner)
- 07-0702-02 Kanton Saipuru – 12 Gemeinden – 1.653 Einwohner (2001: 2.757 Einwohner)
- 07-0702-03 Kanton Izozog – 52 Gemeinden – 8.366 Einwohner (2001: 11.916 Einwohner)
- 07-0702-04 Kanton Parapeti Grande – 18 Gemeinden – 1.312 Einwohner (2001: 2.745 Einwohner)

## Ortschaften im Municipio Charagua
- Kanton Charagua
  - Charagua 3.496 Einw. – Estación Charagua 1.751 Einw. – Colonia Casa Grande 1.229 Einw. – La Brecha 973 Einw. – Rancho Nuevo 872 Einw. – Yapiroa 595 Einw. – Ibasiriri 515 Einw. – Kopere Brecha 392 Einw. – Tamachindi 335 Einw. – Tarenda 313 Einw. – Kapeatindi 245 Einw. – Isiporenda 213 Einw.

- Kanton Saipuru
  - San Antonio de Parapetí 837 Einw. – El Espino 589 Einw. – Saipurú 191 Einw.

- Kanton Izozog
  - Campo Uno (Durango) 1.033 Einw. – Iyovi 810 Einw. – Campo Uno (Pinondi) 800 Einw. – Cuarirenda 565 Einw. – Kopere Loma 539 Einw. – Kopere Brecha 392 Einw.

- Kanton Parapeti Grande
  - Estación San Antonio de Parapetí 501 Einw.